# Iglesia de Santa María (Sebrayo)
La iglesia de Santa María de Sebrayo, en el concejo de Villaviciosa (Asturias, España) es un templo románico de la segunda mitad del siglo XIII.
Presenta planta rectangular de una sola nave y cabecera cuadrada de menor altura. Posteriormente se le añadieron el pórtico, cerrado en los pies y abierto en el lateral sur, y una sacristía adosada en la pared norte.
En el interior la nave se cubre con estructura de madera vista y la cabecera con bóveda de cañón sobre imposta de sillería; ambas están separadas por un arco de triunfo de doble arquivolta lisa que se apoya en una columna a cada lado con capitales vegetales de hojas lanceoladas superpuestas en dos pisos, e imposta con ajedrezado, retículas y orla vegetal.
En el exterior, la cabecera es toda de sillería, destacando la ventana central, de arco de medio punto sobre una columna a cada lado (una torza y otra con decoración de rombos), con capiteles de hojas y piñas e impostas con entrelazo y puntas de diamante.
La puerta sur es de arco de medio punto liso sobre imposta, y la oeste, de arco de medio punto con guardapolvo que se continúa en la imposta, 'decorado con semicírculos.
La espadaña, fechada en 1905, consta de dos huecos y está rematada con pirámides.